# Ділянка лісу (заповідне урочище, Тростянецький район, Маківське л-во)
Ділянка лісу — заповідне урочище в Україні, об'єкт природно-заповідного фонду Сумської області.
Розташований на території Криничанської сільської ради Тростянецького району, на північ від м. Тростянець, у лісовому масиві ДП «Тростянецьке лісове господарство» (Маківське лісництво, кв. 54, діл. 7, 11).
Площа урочища 12 га, статус надано 20.06.1972. року.
Статус надано для збереження високобонітетного дубового лісу природного походження віком понад 150 років на лівому корінному березі річки Боромля.